# Kommunikationsleine
Die Kommunikationsleine, auch Zugleine oder nach ihrem Erfinder Harrison-Leine genannt, diente in der Frühzeit der Eisenbahn den Passagieren und dem Personal eines Zuges dazu, die Lokomotivbesatzung auf eine Gefahr im Zug aufmerksam zu machen und zum Halten aufzufordern.
Die Leine wurde vom Ende des Zuges durch alle Wagen geführt und endete an einer Glocke, die am Tender angebracht war. Später wurde auf die Glocke verzichtet und stattdessen die Leine bis zur Lokomotive verlängert und mit der Pfeife verbunden. Ursprünglich verlief die Leine an der Außenseite des Zuges, oberhalb der Fenster, und war daher für die Reisenden nur schwer erreichbar. Durch die Verlegung nach innen sollte dies verbessert werden. Grundsätzlich blieb aber das Problem, dass die Leine sorgfältig gespannt sein musste, um beim Ziehen auch wirklich das Signal auszulösen, andererseits durfte die Spannung aber auch nicht zu groß sein, damit nicht etwa bei einer Kurvenfahrt oder beim Anfahren des Zuges durch die Bewegung der Wagen untereinander das Signal von selbst ausgelöst wurde. Gefährlich war auch ein mögliches Reißen der Leine, durch das kein Signal mehr gegeben werden konnte.
Eine Zugtrennung bewirkt ein kurzes Signal bis die Leine abreißt.
Nach einem schweren Zugunglück bei Shipton im Jahr 1874 wurde die Benutzung der Zugleine nur noch eingeschränkt zugelassen. Mit der Verbreitung der Vakuum- und Druckluftbremse, die über die Notbremsgriffe auch von den Reisenden betätigt werden konnte, wurde die Zugleine zunehmend überflüssig und in Großbritannien im Jahr 1898 ganz abgeschafft. Auch in Deutschland verschwand die Kommunikationsleine mit der Einführung der durchgehenden Bremse aus den Eisenbahnzügen.